# Bečka kotlina
Bečka kotlina (njemački: Wiener Becken, slovački: Viedenská kotlina) leži u Donjoj Austriji i Gradišću, u užem smislu obuhvaća trokutasti bazen južno od rijeke Dunav.
U širem smislu to je rasjedni jarak koji se proteže u dužinu od nekih 200 km od Gloggnitza na jugu do Moravske na sjeveru. Njezini bokovi najširi su u sredini (55 km) i protežu se od Beča do Malih Karpata.

## Zemljopisne karakteristike
Austrijski dio Bečke kotline sadrži Dolinu Marchfeld i istočni dio Weinviertela, kao i južni dio Bečke kotline.
Kotlina je formirana na početku gornjeg tercijara kao depresija u prostoru između Alpa i Karpata u koju je more naknadno nanijelo do 5500 m od sedimentnih stijena 
(formacije naftnih depozita). Zbog tog se u izobilju mogu pronaći fosili duž obala nekadašnjeg mora, za što je najbolji primjer Lajtanski vapnenac).
Potresi i brojni termalni izvori na liniji rasjeda (Baden, Bad Vöslau i Bad Deutsch-Altenburg) dokazuju da se geološke promjene i dalje događaju. Južni dio Bečke kotline
sastoji se od depresije koja se u smjeru jugozapad - sjeveroistok, proteže u širinu od 60 km između 
prijevoja Wiener Pforte i Hainburger Pforte. Omeđena je Masivom Wienerwald, Thermenlinie, Semmering, Bucklige Welt i masivima Rosalien, Leitha i Mali Karpati (Hundsheimer Berge).
Bečka kotlina je povezana s krajem oko Nežiderskog jezera prijeko prijevoja Neustaedter Pforte i Brucker Pforte. Čitav taj kraj je pod utjecajem panonske klime.
Bečka kotlina može se podijeliti na 4 manja područja: 
1. Južno od rijeke Dunav prostire se pojas visoravni i brdašca, tu je plodno tlo (lesom prekrivene šljunčane ploče) koje se koristi za poljoprivredu, a šljunčana brdašca su ili pod šumom ili pod vinovom lozom (Rauchenwarth, Ellender). Najveći urbani centri su Beč, Schwechat (Bečki aerodrom) i Bruck an der Leitha.[1]
2. Južno od Ebreichsdorfa proteže se pojas vlažne ravnice, koji se koristi za voćarstvo i povrtlarstvo. Najveći urbani centri su Ebreichsdorf i Mitterndorf an der Fischa (Depresija Mitterndorfer Senke).[1]
3. Na zapadu se pojas vlažne ravnice gubi u graničnoj zoni za koju je karakteristično vinogradarstvo, smješteno uz liniju rasjeda Thermenlinie. Najveći urbani centri su; Perchtoldsdorf, Brunn am Gebirge, Maria Enzersdorf am Gebirge, Mödling, Gumpoldskirchen, Pfaffstaetten, Baden i Bad Voeslau (lječilišta s termalnim izvorima).[1]
4. Na jugoistoku iza pojasa vlažne ravnice dolazi Steinfeld, kraj s tankim slojem nekvalitetne zemlje koji je pošumljen borovom šumom u 18. vijeku, najveći grad je Wiener Neustadt.[1]

Najveći vodotoci u Bečkoj kotlini su rijeke Schwarza, Pitten, Leitha, Fischa, Piesting, Triesting i Schwechat kao i Wiener Neustadt kanal.
Bečka kotlina je jedan od najvažnijih industrijskih zona u Austriji, s visokoprofitablim industrijama kao što je kemijska i obrada plastičnih masa. Tu se nalazi rafinerija nafte u Schwechat, pored toga u kotilini se obrađuje metal, tekstil, staklo, odjeća, papir, hrana.
Pored toga danas je to kraj prepun skladišta, servisnih centara, a tu se nalazi jedan od najvećih europskih trgovačkih centara - Shopping City Süd.

## Vanjske poveznice
|  | Zajednički poslužitelj ima još gradiva o temi Bečka kotlina |

- Wiener Becken